# Histoire des Juifs à Münster
L'histoire des Juifs à Münster remonte à plus de 800 ans, ce qui en fait une des plus anciennes communautés du Nord-Ouest de l'Allemagne
Dès le XIIe siècle, une communauté juive avec sa propre maison de prière s'est établie à Münster. Celle-ci disparait en 1350 à la suite de pogroms. À partir de 1536, des Juifs se réinstallent, sous la protection de l'évêque, mais ne peuvent échapper à leur expulsion après sa mort en 1553. Jusqu'au XIXe siècle, il n'y a plus de communauté juive à Münster. À partir de 1616, il existe cependant un système de certificat de passage qui réglemente les conditions d'entrée des Juifs dans la ville. En 1662, le prince-évêque publie le Münster Judenordnung (règlement de Münster pour les Juifs). À partir de cette date, un Juif de cour est très actif à Münster, représentant les intérêts de la minorité auprès de l'évêché de Münster, mais les Juifs n'ont toujours aucun droit de séjour permanent dans la ville.
Ce n'est qu'à partir de 1810 que des Juifs commencent à se réinstaller à Münster. Pendant une bonne partie du XIXe siècle, ils vont se battre pour obtenir leur émancipation légale en Prusse. Alexander Haindorf, un important porte-parole du judaïsme réformé, travaille à Münster, où il fonde l'école judéo-humaniste de la fondation Marks-Haindorf.
Pendant la période de l'Empire et de la république de Weimar et jusqu'à l'arrivée au pouvoir des nazis, de nombreuses personnalités juives vont clairement influencer la vie publique de la ville. La communauté juive est complètement anéantie par le régime nazi pendant la Shoah.
Néanmoins, après la Seconde Guerre mondiale et l'effondrement du régime nazi, une communauté juive tente de se reformer et, dès 1961, une nouvelle synagogue est consacrée. Aujourd'hui, la communauté juive compte environ 800 membres et est membre de l'Association régionale des communautés juives de Westphalie-Lippe. La communauté est bien intégrée dans le tissu social de la ville.
Münster est une ville allemande située dans le nord du Land de Rhénanie-du-Nord-Westphalie. Elle compte actuellement plus de 300 000 habitants.

## Histoire de la communauté juive

### les débuts
Juda ben David haLewi de Cologne est le premier voyageur juif à se rendre à Münster où il reste pendant vingt semaines en attendant de récupérer l'argent que lui a emprunté l'évêque Mgr Egbert (évêque de 1127 à 1132). Au cours du XIIe siècle, les Juifs s'établissent finalement à Münster. À la suite de l'expansion de la ville en 1173, la communauté juive grandissante décide de construire sa propre synagogue, son mikvé et une boucherie cachère avec abattage rituel. Les institutions juives se trouvent en un lieu privilégié, au centre-ville, près de la mairie. Les Juifs qui s'installant à Münster sont principalement originaires de Rhénanie.
À l'époque de l'évêque Éberhard de Diest, une première persécution des Juifs de la ville se produit en 1287 pour une raison inconnue et fait 90 victimes. Sous le prince-évêque Louis II de Hesse (évêque de 1310 à 1357), leur immigration s'intensifie. La communauté possède une synagogue où officie un rabbin ainsi qu'un cimetière juif.
Mais cette première communauté juive est détruite en 1350 lors des massacres liés à la peste noire. De nombreux Juifs sont tués et les autres expulsés de force de la ville. Pendant plus de cent ans, il n'y aura plus de Juif à Münster.

### Sous l'évêqueFrançois de Waldeck

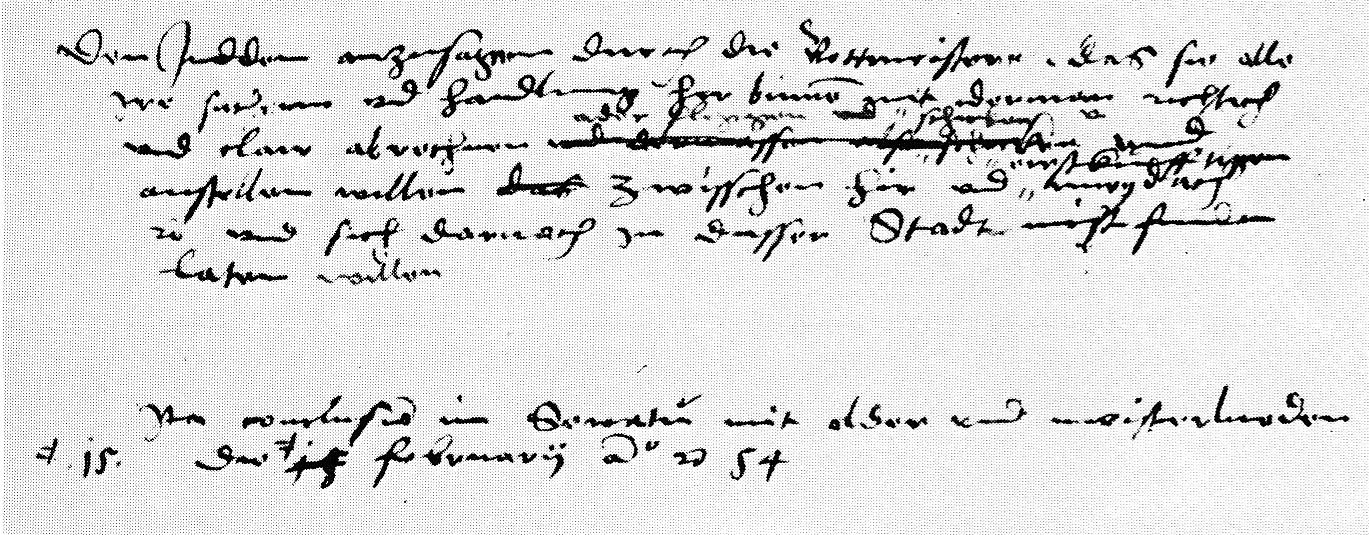
15 février 1554: décision du Conseil municipal d'expulsion des Juifs

Après la fin de la révolte anabaptiste, en 1536, l'évêque François de Waldeck autorise au moins dix familles juives, venue de Waldeck, sa ville d'origine, à s'installer en périphérie de la ville, pour des raisons économiques. Mais en 1541, la ville qui a récupéré tous ses droits du Reich, suspend l'arrivée des Juifs, et en 1553, la reconstitution des guildes auxquelles ne peuvent pas participer les Juifs, les isole de nouveau. Jusqu'à sa mort en 1553, François de Waldeck protègera les Juifs contre toutes persécutions.
Six mois à peine après son décès, le conseil municipal décide d'expulser les Juifs. La plupart quittent la ville à la fin de 1554 et s'installent dans la campagne du Münsterland, la région autour de Münster. Seul Jakob de Korbach, doté de connaissances médicales, obtient un permis de séjour dans des conditions strictes. La communauté juive de Münster n’existera plus jusqu'au début du XIXe siècle.

### Entre expulsion et guerre de Trente Ans
En 1560, l'Assemblée des États décide d'expulser tous les juifs de l'évêché de Münster. En raison d'intérêts divergents entre les États, cet édit n'est pas appliqué. Dans le Münsterland, de nombreuses communautés juives continuent donc à se développer. Bien que le Reichstag de 1551 stipule que les Juifs peuvent participer aux marchés, un détaillant juif de Hamm est arrêté en 1603 pour avoir essayé de s'installer au marché de Münster. Les médecins juifs sont eux traités avec plus d'égard, par exemple, le médecin Hertz de Warendorf reste plus de six mois à Münster au début du XVIIe siècle pour soigner les fonctionnaires épiscopaux. En raison du nombre croissant de Juifs cherchant à entrer, l'administration de la ville de Münster introduit en 1616 un Passierscheinwesen (Certificat de passage), qui sera modifié en 1620 puis en 1621. Le secrétaire municipal est obligé de saisir les noms et la durée du séjour et de collecter les frais de passage. Les revenus du soi-disant Judengeleit (sauf-conduit des Juifs) ne vont contribuer que très faiblement aux finances de la ville.

### Entre la paix de Westphalie et l'émancipation

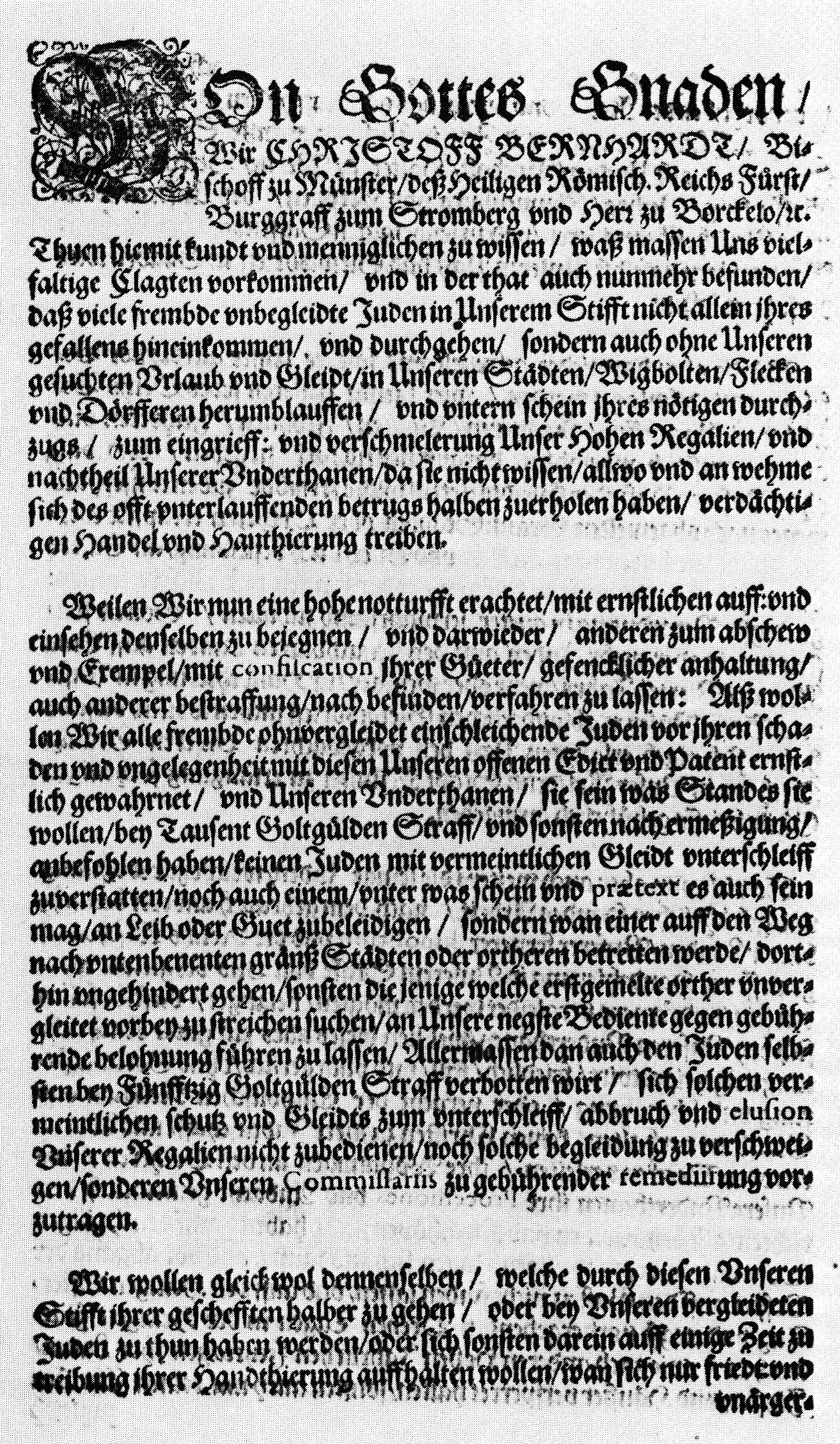
Le Judenordnung, décret épiscopal pour les Juifs de 1662

Après la paix de Westphalie de 1648, commence une période d'absolutisme qui engendre une nouvelle politique à l'égard des juifs. En 1662, le prince-évêque Christoph Bernhard von Galen (évêque de 1650 à 1678) publie un Judenordnung (Décret pour les juifs). Il décrit en détail les droits et devoirs des Juifs de l'évêché. Depuis 1551, les Juifs de Münster sont sous la protection du commandant et prédécesseur, qui travaille comme porte-parole du collège juif auprès du prince-évêque. Cette personne mandatée agissant comme un agent épiscopal est désigné comme Hofjude (Juif de cour). Ce décret signifie pour les Juifs un changement important dans les règles communautaires. Beaucoup abandonnent les professions traditionnelles, telles que le prêt d'argent, pour se lancer dans le commerce de bétail. Entre 1720 et 1795, le nombre de familles juives dans le Münsterland passe de 75 à 203, hors la ville de Münster qui n'accorde toujours pas aux Juifs le droit de résidence permanente. L'électeur Maximilien-Frédéric de Königsegg-Rothenfels remarque en 1765 qu'un nombre considérable de Juifs étrangers et locaux se trouvent à Münster.
En 1765, le conseil autorise les marchands juifs de bétail et de chevaux à s’installer dans des auberges de Münster autres que les cinq auberges destinées précédemment aux Juifs. Au milieu du XVIIIe siècle, certains Juifs décident pour des raisons professionnelles de se convertir au christianisme et de s'affranchir ainsi des restrictions imposées aux Juifs. Les notables de la ville, principaux opposants aux Juifs, accusent alors les voyageurs d'utiliser illégalement l'auberge de Nagel comme lieu de culte juif. En 1768, Maximilien-Frédéric doit même intervenir contre les émeutes antisémites de la population et renforcer la protection des Juifs. L'image des Juifs, déjà négative parmi les chrétiens est aggravée par l'implication de voleurs juifs dans plusieurs affaires criminelles de l'époque. Les guildes antisémites, qui en 1770 parlent d'un danger juif, sont confrontées à de hauts responsables éclairés de l'évêché. En 1771, le premier rabbin résidant à Münster, Michael Meyer Breslauer, prend ses fonctions en tant que Juif de cour.
La situation de la communauté juive reste quasiment inchangée jusqu'en 1807, date à laquelle Münster intègre le grand-duché de Berg, établi par Napoléon IerNapoléon. Les Juifs bénéficient alors d'une émancipation partielle que Jean François Joseph de Nesselrode-Reichenstein, en tant que ministre de l'Intérieur, est chargé de faire respecter. Le 13 février 1810, Nathan Elias Metz originaire de Warendorf est le premier Juif depuis 1554 à recevoir un permis de séjour permanent. En septembre 1816, 80 autres permis sont accordés. En 1811, un nouveau cimetière juif est construit, toujours utilisé de nos jours.

### Combat pour l'émancipation

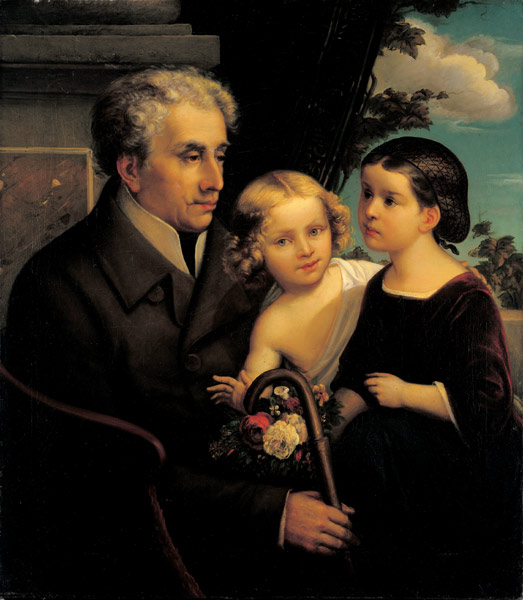
Alexander Haindorf (1782-1862) - porte-parole du judaïsme réformé à Münster

À la suite du traité de Paris de 1814, Münster est attribué au royaume de Prusse, et devient, à partir du 30 avril 1815, la capitale de la nouvelle province de Westphalie. Trois ans plus tôt, en 1812, Karl August von Hardenberg avait imposé l’émancipation légale des Juifs du royaume de Prusse avec ledit édit juif, et leur avait offert, sous certaines restrictions, la citoyenneté prussienne. Cependant, après le congrès de Vienne de 1815, le gouvernement de Berlin déclare que la loi n’est pas encore applicable dans les nouvelles provinces occidentales. Le premier haut président de la province de Westphalie, pro-juif, Ludwig von Vincke ne peut éviter un recul des droits civiques.
À la même époque, un débat fondamental a lieu dans la communauté juive allemande: il y a un conflit entre les milieux orthodoxes et les partisans de la Haskala, le mouvement des Lumières juif. Le rabbin Abraham Sutro (1784-1869) partisan de l'orthodoxie s'affronte sur le plan idéologique avec le médecin et humaniste Alexander Haindorf (1782-1862). Haindorf est le premier professeur juif à l'université de Münster, et parle d'une fusion du christianisme et du judaïsme, d'une assimilation dans l'intérêt mutuel et le respect des cultures, alors que pour Sutro, l'émancipation n'est qu'une affaire juridique. À Münster, la communauté juive penche plutôt du côté du parti réformiste de Haindorf.
Avec l'aide du haut président von Vincke, Haindorf fonde en 1825 la fondation Marks Haindorf. Cette fondation exploite sa propre école et fait la promotion de l'artisanat auprès de la population juive. À travers son séminaire de formation des enseignants, cette fondation rayonne de Münster dans toute la Prusse: en tant qu’institution d’enseignement de premier plan du judaïsme réformé dans les provinces de l’Ouest, elle offre aux étudiants des possibilités particulièrement intéressantes. La Fondation Marks Haindorf sera jusqu’à l’époque du national-socialisme un pilier important du judaïsme en Westphalie. En plus des normes éducatives élevées de l'école, les principes d'humanisme, de tolérance pratique et de patriotisme prussien contribuent à la réputation de l'institution.
En 1846, le gouvernement du district impose l’adoption définitive d'un nom de famille aux Juifs. À Münster, tous les citoyens juifs avaient déjà officieusement adopté des noms de famille. La constitution prussienne de 1848 accorde l'égalité juridique complète aux Juifs, mais la politique conservatrice mise en place après l'échec de la révolution de 1848-1849 retarde à nouveau la pleine émancipation sociale. Le nombre de Juifs à Münster augmente de façon considérable dans les années 1850: en 1858, il atteint sa plus grande proportion de la population totale de Münster avec 1%, soit 312 Juifs pour un total de 29 992 habitants. En 1869, alors que le libéralisme prend de l'ampleur pendant l'industrialisation, la loi sur l'égalité des confessions en ce qui concerne les droits civils et civiques abolit toutes les restrictions restantes découlant de la diversité des confessions religieuses. Cette loi s'applique également à la population juive.

### L'empire et la république de Weimar

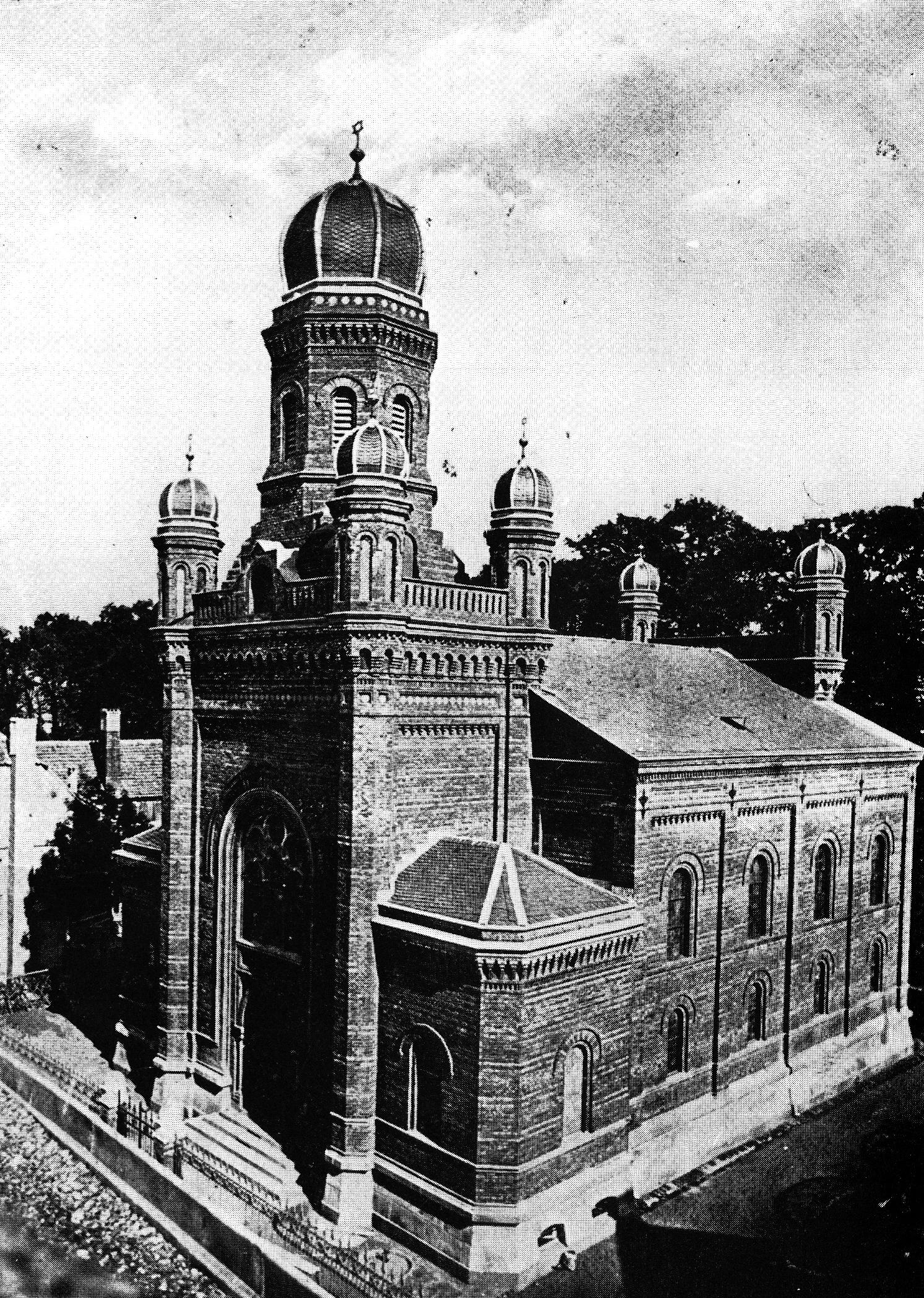
La synagogue inaugurée en 1880 et détruite lors de la nuit de Cristal en novembre 1938

Au cours de la guerre franco-allemande de 1870-1871, des soldats juifs combattent du côté allemand. La période de prospérité économique après la guerre est suivie par le krach fondateur de 1873. Dans la recherche de responsables, on pense les trouver chez les Juifs, dont on jalouse leur ascension sociale rapide pendant l'époque des fondateurs. C'est dans cette situation que l'antisémitisme moderne a germé. Dans le même temps, le nombre de citoyens juifs à Münster passe de 81 à 580 entre 1825 et 1925. La maison de prière de la Loerstrasse, construite en 1830, se trouve rapidement trop petite. Cependant, en raison de la croissance rapide de la ville entière, la proportion de Juifs ne représente plus que 0,5 % de la population de Münster. En Westphalie et à Münster, la proportion de Juifs dans la population est inférieure à la moyenne prussienne et allemande. Ici, comme dans toute l'Allemagne, leur profession a changé: on trouve de plus en plus de Juifs travaillant comme médecins, avocats ou marchands. Les membres de la famille Flechtheim sont propriétaires d'une entreprise de céréales et de laine, la M. Flechtheim & Comp.. Profitant de bonnes conditions d'implantation, l'entreprise devient une des plus importantes sociétés de commerce du Reich allemand avec des succursales à Rotterdam, Anvers et Duisbourg, L'entreprise joue un rôle décisif dans la construction du canal Dortmund-Ems, qui fait des villes de Dortmund et de Münster d'importants centres de transbordement pour le commerce des céréales en Allemagne, ainsi que dans l'expansion du réseau ferroviaire et routier.
La fondation Marks Haindorf atteint son apogée sous la direction de Moritz Meier Spanier. Il souligne l'attachement profond des Juifs à l'Allemagne et rejette le sionisme naissant. Comme l'indique un rapport de 1905: Les élèves sont éduqués dans et pour des sentiments nationaux et patriotiques.
L'inauguration de la grande synagogue le 27 août 1880 attire l'attention sur la communauté juive. Le bâtiment est situé directement sur la Promenade, l'allée piétonnière qui entoure la vieille ville, et reflète également la prospérité accrue des Juifs. Vers 1900, Eli Marcus, qui appartient à la communauté juive et qui avait suivi une formation à la fondation Marks Haindorf, est l'un des poètes dialectaux les plus populaires de Münster et du Münsterland et une célébrité locale.
L’antisémite August Rohling, qui enseigne la théologie à l’université, attire l'attention avec son brûlot incendiaire Der Talmudjude (Le Juif du Talmud), qui parait dans de nombreuses éditions jusqu'en 1924 et qui est même parfois distribué gratuitement. Il s'en prend directement à la minorité juive de Münster. Quand, en 1884, dans le Westfälischer Merkur parait un extrait du livre Judenspiegel (Miroir aux Juifs) provenant de l'entourage direct de Rohling, même le parquet judiciaire prussien intervient pour diffamation à l'égard d'une communauté religieuse reconnue par l’État.
Les Juifs placent de grands espoirs dans la politique de Burgfrieden (Union sacrée et trêve politique) au début de la Première Guerre mondiale, qui tente de combler le fossé entre groupes sociaux et confessions. Au total, 15 Juifs de Münster sont tués au front pendant la Première Guerre mondiale.
Pendant la république de Weimar, la communauté juive se rapproche du Parti du centre, qui détient la majorité absolue à Münster. Dans le Münsterland, des politiciens locaux juifs se présentent aux élections sous la bannière du Parti du centre. La petite bourgeoisie juive, éduquée, libérale et conservatrice s'ouvre au centre, tandis que le Parti du centre accepte peu à peu dans ses rangs les citoyens d'autres confessions. En particulier, l’opposition commune aux groupes extrémistes de gauche ou de droite, en particulier l’émergence du national-socialisme, renforce ce processus.
En 1918, la première Studentenverbindung (Fraternité estudiantine) juive, la Rheno Bavaria est formée à Münster, qui un an plus tard compte 51 étudiants. Une seconde association, l'Association des étudiants juifs, existe à partir de 1920. Des étudiants juifs suivaient déjà des cours à la Westfälische Wilhelms-Universität de Münster pendant l'Empire, mais ce n'est qu'au début de la république de Weimar que des professeurs juifs ont pu y enseigner, pour la première fois depuis Alexander Haindorf. Parmi ceux-ci, le mathématicien Leon Lichtenstein, l'archéologue Karl Lehmann-Hartleben et l'historien Friedrich Münzer ont enseigné à Münster. Après l'arrivée au pouvoir des nazis, tous les professeurs juifs perdent leur poste.

### La période nazie
En 1933, à l'arrivée au pouvoir d'Hitler, environ 700 Juifs vivent à Münster. La première action antisémite majeure des nazis, est le boycott des entreprises juives, qui touche aussi bien les nombreux magasins, que les cabinets d'avocats et les cabinets médicaux à Münster. Dès le 7 avril 1933, la loi sur la fonction publique interdit aux professeurs juifs d'enseigner à l'université et la loi sur l'accès au barreau interdit l'entrée des palais de justice aux avocats juifs. En 1935, les lois de Nuremberg stipulent que les citoyens du Reich ne sont que de sang allemand ou apparenté. Peu de temps après le journal de propagande nazi Der Stürmer dénonce explicitement un mariage judéo-chrétien qui s'est déroulé à Münster comme une honte raciale.
La troisième vague d’antisémitisme après celles de 1933 et 1935 débute en 1938 et atteint son apogée avec les pogroms de la nuit de Cristal du 9 au 10 novembre 1938. À la suite de l'assassinat à Paris du troisième secrétaire à l'ambassade d'Allemagne Ernst vom Rath, par le Juif polonais Herschel Grynszpan, les membres de la SA et des SS organisent une nuit de terreur contre la population juive. Comme partout en Allemagne, la synagogue de Münster est incendiée, de nombreux magasins détenus par des Juifs sont pillés et saccagés et des habitants juifs passés à tabac avant d'être arrêtés. Heureusement, avant ces évènements, 264 Juifs de Münster avaient déjà réussi à quitter la ville pour se réfugier à l'étranger,.
Avec la "loi sur la location de logements aux Juifs" du 30 avril 1939, la protection des locataires juifs est abrogée. Les locataires juifs peuvent être chassés de leur appartement sans préavis et ensuite regroupés de force dans des Judenhäuser (maisons des Juifs). À Münster, les Juifs sont regroupés dans 7 maisons. À compter du 1er septembre 1941, tous les Juifs âgés de plus de 6 ans doivent porter l’étoile jaune cousue sur leurs vêtements. Le 13 décembre 1941 a lieu la première déportation de Juifs de Münster: au moins 135 membres de la communauté sont déportés au ghetto de Riga, avant d'être assassinés. À partir du 4 février 1942, la police nazie rassemble tous les Juifs restés à Münster dans le bâtiment de la Fondation Marks Haindorf au 4 Kanonengraben. Une deuxième déportation a lieu en juillet 1942, et la troisième en mars 1943 vers Auschwitz. C'est là que le directeur de la fondation Marks Haindorf, Julius Voos, décède. À la suite de cette dernière déportation, Münster est déclarée Judenfrei (libre de Juifs).
Sur les 708 membres que comptait la communauté juive en 1933, 275 ont été assassinés dans des camps de concentration ou camps d'extermination. 280 citoyens juifs, dont le rabbin de la communauté, Fritz Leopold Steinthal, ont réussi à quitter Münster et ont émigré à l'étranger, sept se sont suicidés et quatre ont survécu dans la clandestinité à Münster. Après déduction des 77 personnes décédées naturellement au cours de cette période, le sort de 42 personnes reste indéterminé.

### L'après-guerre

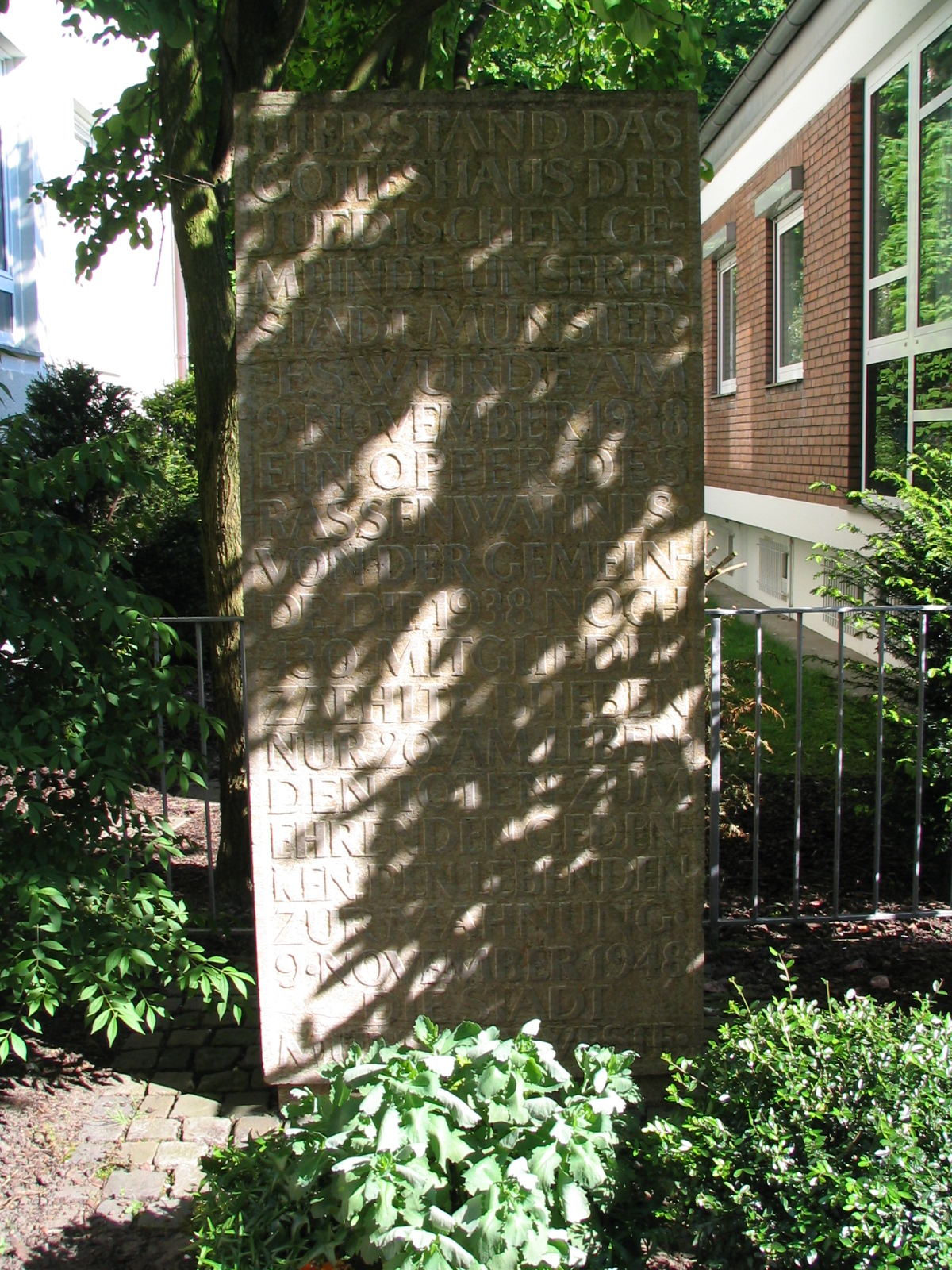
Monument commémoratif devant la nouvelle synagogue de Münster

Après l'effondrement du Troisième Reich, seuls quelques Juifs, comme Siegfried Goldenberg ou Hugo Spiegel, retournent à Münster. Ils veulent entrer en contact avec les quelques survivants de la Shoah. A cette époque, personne ne croit au renouveau de la vie communautaire juive en Allemagne. Le premier service religieux avec 28 fidèles se déroule le 7 septembre 1945 à Warendorf, ville située à 25 km à l'est de Münster, et dont la synagogue n'a pas été détruite. Celle-ci sera utilisée jusqu'en 1947, date à laquelle, 23 Juifs vont retourner vivre à Münster. Les offices seront alors célébrés dans l'appartement privé de Siegfried Goldenberg.

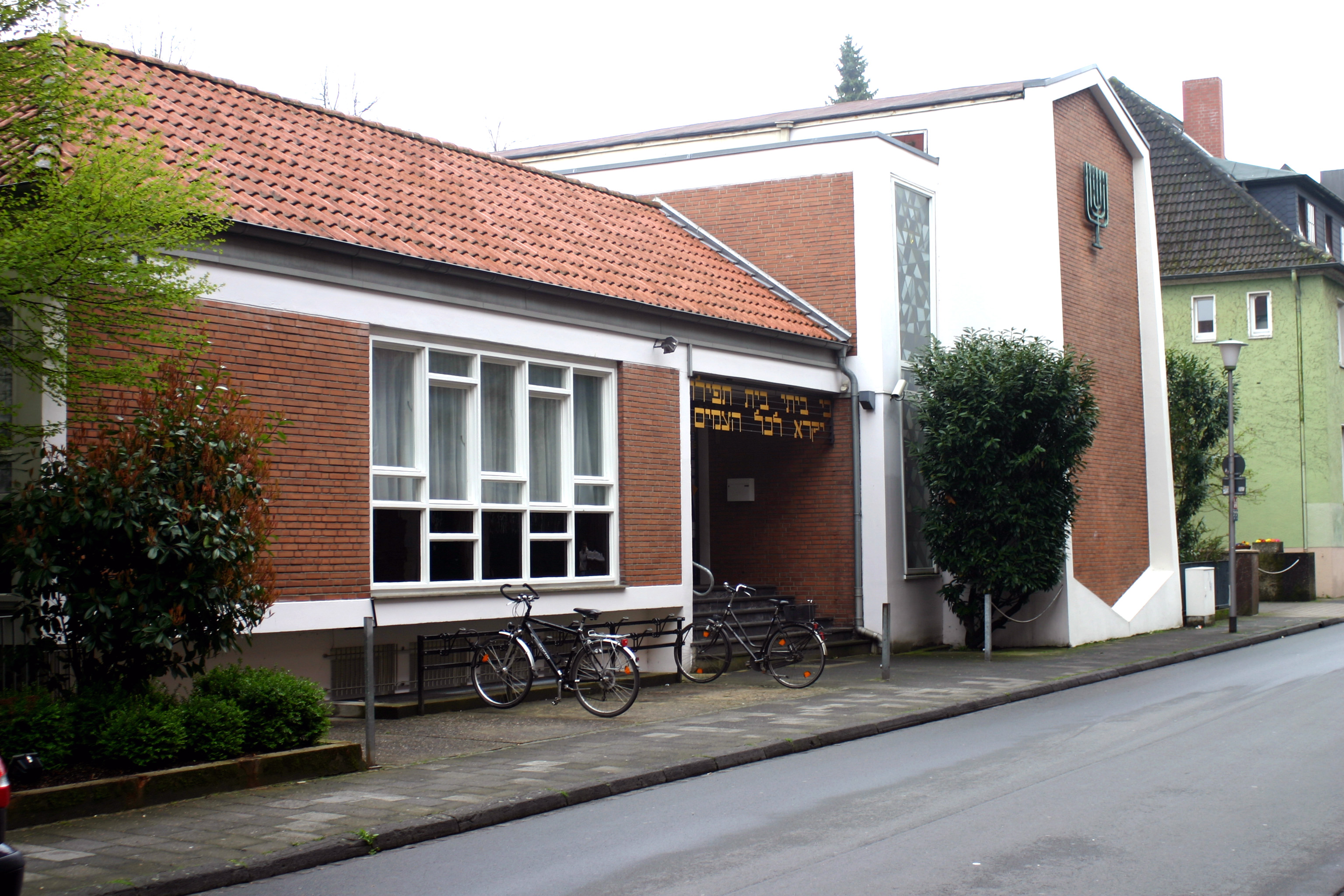
Nouvelle synagogue de Münster, inaugurée en 1961, avant son agrandissement en 2012

En 1949, la Fondation Marks Haindorf est reconstruite, et sert désormais de nouveau centre communautaire. Vers 1960, le nombre de fidèles est d'environ 130 personnes. Les services ont lieu régulièrement et des cours d'instruction religieuse sont de nouveau donnés aux enfants. La communauté décide alors de construire un nouveau centre communautaire sur le site de l'ancienne synagogue détruite. Le 12 mars 1961, la nouvelle synagogue est consacrée et fonctionne de nouveau.
De nos jours, la communauté compte environ 630 membres dont la très grande majorité est originaire des anciennes républiques de l'Union soviétique.
Le dimanche 28 octobre 2012, la communauté juive de Münster a inauguré avec succès une rénovation et une expansion de son centre communautaire après près de 6 mois de construction.